# Claus Koch (Sportschütze)
Claus Koch (* 27. April 1953 in Kempten) ist ein deutscher Sportschütze im Wurfscheibenschießen in der Disziplin Skeet.

## Leben und Karriere
Koch war Teilnehmer der Olympischen Spiele 1976 in Montreal und nahm am Skeet-Wettkampf teil, er belegte Platz 9 mit 194 von 200 geworfenen Wurfscheiben. Drei Jahre später wurde er in Montecatini mit der Mannschaft Weltmeister. Bei den Europameisterschaften 1973 in Turin wurde Koch Vizeeuropameister.